# Stora Hån (Nås socken, Dalarna)
Stora Hån är en sjö i Vansbro kommun i Dalarna och ingår i Dalälvens huvudavrinningsområde. Sjön har en area på 0,309 kvadratkilometer och ligger 307,1 meter över havet.

## Delavrinningsområde
Stora Hån ingår i det delavrinningsområde (670175-142068) som SMHI kallar för Mynnar i Strandån. Medelhöjden är 320 meter över havet och ytan är 10,99 kvadratkilometer. Det finns inga avrinningsområden uppströms utan avrinningsområdet är högsta punkten. Vattendraget som avvattnar avrinningsområdet har biflödesordning 5, vilket innebär att vattnet flödar genom totalt 5 vattendrag innan det når havet efter 300 kilometer. Avrinningsområdet består mestadels av skog (79 procent) och sankmarker (13 procent). Avrinningsområdet har 0,47 kvadratkilometer vattenytor vilket ger det en sjöprocent på 4,3 procent.